# Compressione multimediale
In elettronica e telecomunicazioni la compressione multimediale è la compressione di qualunque tipo di file media o multimedia, in particolar modo di immagini, audio e video. Tipicamente si tratta dell'applicazione di algoritmi di compressione dati per ciascuno dei media utilizzati per il trasporto di informazione, combinati poi sullo stesso canale di comunicazione tramite multiplazione oppure su supporti di memorizzazione unita a meccanismi di mutua sincronizzazione per la loro corretta riproduzione.  

## Descrizione
Siccome le informazioni multimediali tipicamente derivano da dati raccolti con dispositivi, come fotocamere o microfoni, e poiché dati di questo tipo includono grandi quantità di dati, in genere poco correlati tra loro, gli algoritmi tradizionali di compressione senza perdita di dati tendono ad essere poco efficienti in questo ambito.
Gli algoritmi di compressione per informazioni multimediali, tradizionalmente conosciuti come codec, lavorano a perdita di dati:
1. Trasformano i dati secondo un modello progettato per ridurre la correlazione e l'interdipendenza tra un campione di dati e quello successivo, concentrando l'informazione significativa in pochi dati.
2. Quantizzano i dati, la maggior parte dei quali sono diventati rumore. Alcuni codec utilizzano una quantizzazione scalare seguita da una codifica run length encoding, altri impiegano una quantizzazione vettoriale.
3. Utilizzano codifiche di entropia come il codice di Huffman per ridurre il numero di bit che verrebbero impiegati per codificare la maggior parte dei valori.

Questo metodo viene chiamato codifica per trasformazione.
La compressione multimediale è al centro dell'attenzione delle ricerche sulla compressione, principalmente allo scopo di ricercare modelli più efficienti, ed è la parte più importante dei formati di compressione video.